# Vriesea xretroflexa
Vriesea xretroflexa là một loài thực vật có hoa trong họ Bromeliaceae. Loài này được E. Morren miêu tả khoa học đầu tiên năm 1884.